# Емилия Лепида (дъщеря на Юлия Младша)
Емилия Лепида (на латински: Aemilia Lepida; * 4/3 пр.н.е.; † 53 г.) е дъщеря на Юлила или Юлия Младша и Луций Емилий Павел (консул 1 г.) и първата правнучка на император Август.
Майка ѝ е най-възрастната дъщеря на Марк Випсаний Агрипа и Юлия Старша, единственото родно дете на император Октавиан Август със Скрибония и е по-малка сестра на Агрипина Старша (съпругата на Германик). Емилия е правнучка на Скрибония и Октавиан Август. По-малка сестра е на Марк Емилий Лепид (6 – 39), който се жени за Юлия Друзила, сестра на Калигула и убит 39 г.
Тя е годеницата на по-късния император Клавдий. През 8 г. баща ѝ се включва в заговор на група аристократи срещу императора. След като заговорът е разкрит, той е убит 14 г. Майка ѝ Юлия е осъдена на изгнание на малкия италиански остров Тример в Адриатическо море. През 8 г. се разваля годежът ѝ с по-късния император Клавдий.
Емилия се омъжва през 13 г. за Марк Юний Силан Торкват (консул 19 г.), син на Марк Юний Силан и внук на Марк Юний Силан (консул 25 пр.н.е.). Майка му вероятно се казва Домиция Калвина. Той умира вероятно още по времето на Калигула преди 41 г.

## Деца
Емилия Лепида и Марк Торкват имат децата:
- Децим Юний Силан Торкват (консул 53 г.) (* 10; † 64)
- Луций Юний Силан (претор 48 г.) (* 12; † 49), годеник на Октавия
- Марк Юний Силан (консул 46 г.) (* 14; † 54)
- Юния Силана (* 15/20; † 59), омъжена за Гай Силий и няма деца
- Юния Лепида (* 18; † 65), майка на Касия Лонгина и Домиция Лонгина, която 70 г. става съпруга на по-късния император Домициан
- Юния Калвина (* 25; † 79), омъжена за Луций Вителий, брат на император Авъл Вителий

## Родословното дърво наЮлия Старша(дъщерята наОктавиан АвгустиСкрибония)
Първи брак: с Марк Клавдий Марцел; няма деца от този брак
Втори брак: с Марк Випсаний Агрипа; те имат децата:
- Гай Юлий Цезар (* 20 пр.н.е.; † 4 г.) – Ливила, няма потомство
- Юлия Младша (* 19 пр.н.е.; † 28/29 г.) – Луций Емилий Павел (консул 1 г.)
  - Емилия Лепида (4/3 пр.н.е.; † 53 г.) – Марк Юний Силан Торкват
    - Луций Юний Силан – сгоден за Клавдия Октавия
    - Марк Юний Силан
      - Луций Юний Силан Торкват (* 40 г.; † 65 г.),

    - Децим Юний Силан Торкват
    - Юния Калвина – Луций Вителий
    - Юния Лепида – Гай Касий Лонгин
      - Касия Лонгина – Гней Домиций Корбулон
        - Домиция Корбула – Луций Аний Винициан

      - Домиция Лонгина (императрица) – Луций Елий Ламия Плавций Елиан – Домициан
        - Тит Флавий Цезар (* 73 г.; † 82/83 г.) от Домициан
          - дъщеря с неизвестно име (* 76 г.; † малка) от Домициан

    - Юния Силана – Гай Силий, няма деца
- Луций Цезар (* 17 пр.н.е.; † 2 г.)
- Агрипина Стара (* 14 пр.н.е.; † 33 г.) – Германик, от когото има 9 деца, но само 6 от тях оцеляват
  - Нерон Цезар (* 6 г.; † 31 г.) – Юлия Ливия
  - Друз Цезар (* 7 г.; † 33 г.) – Емилия Лепида
  - Калигула (* 12 г.; † 41 г.) – Юния Клавдила, Ливия Орестила, Лолия Павлина и Милония Цезония
    - Юлия Друзила (* 39 г.; † 41 г.) от Милония Цезония

  - Юлия Друзила (* 16 г.; † 38 г.) – Луций Касий Лонгин и Марк Емилий Лепид
  - Юлия Ливила (* 18 г.; † 41/42 г.) – Марк Виниций
  - Агрипина Младша (* 25 г.; † 59 г.) – Гней Домиций Ахенобарб, Гай Салустий Крисп Пасиен, Клавдий
    - Нерон (* 37 г.; † 68 г.) от Гней Домиций Ахенобарб – Клавдия Октавия, Попея Сабина, Стацилия Месалина
      - Клавдия Августа (* 63 г.; † 63 г.) от втората му съпруга Попея Сабина
- Агрипа Постум (* 12 пр.н.е.; † 14 г.), роден след смъртта на Агрипа

Трети брак: с Тиберий; деца:
- дете, което умира преди да порастне.